# Automated System for Customs Data
Das Automated System for Customs Data (ASYCUDA) ist ein System der Konferenz der Vereinten Nationen für Handel und Entwicklung (UNCTAD) zu Verwaltung staatlicher Zollinformationen.
2004 gab es über 50 solche Projekte mit einem Budget von über 7 Mio. US-Dollar. Es ist mit 80 teilnehmenden Ländern und vier regionalen Projekten das größte Programm der technischen Zusammenarbeit der UNCTAD.